# Homo bodoensis

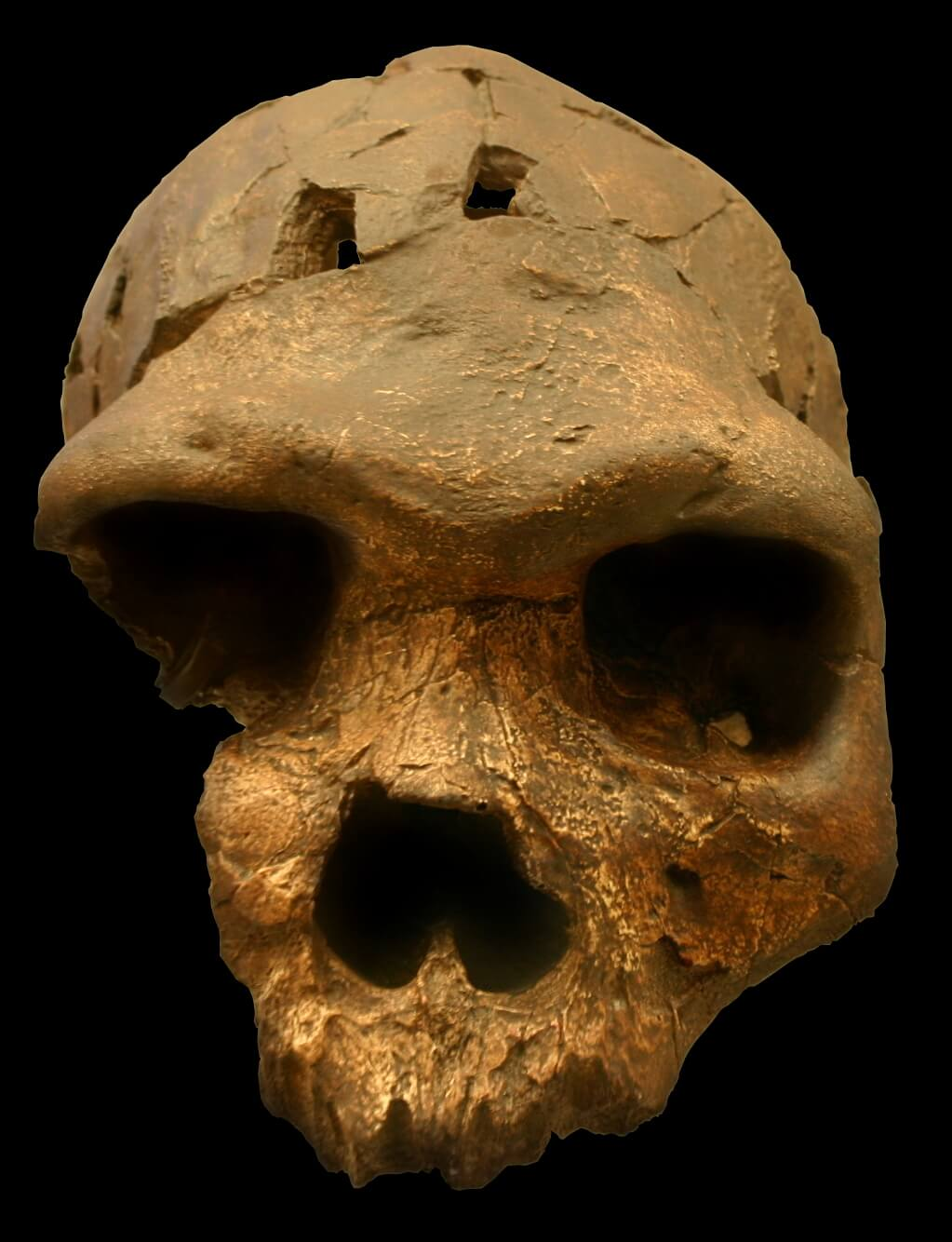
Bodo-Schädel, ca. 600.000 Jahre alt (Nachbildung)

 Homo bodoensis  lautet der Vorschlag für die Bezeichnung von homininen Fossilien aus dem Mittelpleistozän, die Merkmale des archaischen Homo sapiens besitzen und die bislang zu Homo erectus oder Homo rhodesiensis, gelegentlich auch zu Homo heidelbergensis gestellt werden. Dieser im Oktober 2021 von vier Anthropologen aus den USA, aus Kanada, Serbien und China in einem Fachartikel beschriebenen ausgestorbenen Art der Gattung Homo wurden keine neu entdeckten Fossilien zugrunde gelegt; Ziel der vier Autoren war es vielmehr, bereits bekannte Funde neu zu sortieren. Mit Hilfe dieser Neuordnung und von Umbenennungen sollen den Autoren zufolge alle homininen Fossilien, die als frühe, unmittelbare Vorfahren des anatomisch modernen Menschen (Homo sapiens) interpretiert werden, unter dem Namen Homo bodoensis zusammengefasst werden. Bereits unmittelbar nach Veröffentlichung der Namensgebung wurde diese von Fachkollegen unter Verweis auf die Vorgaben der International Commission on Zoological Nomenclature als fehlerhaft kritisiert. Zudem seien in der Erstbeschreibung „viele systematische und evolutionäre Missverständnisse“ enthalten und  „Hypothesen als Tatsachen“ ausgegeben worden.

## Namensgebung
Die Bezeichnung der Gattung Homo ist abgeleitet von lateinisch homo [ˈhɔmoː], dt. ‚Mensch‘. Das Epitheton bodoensis verweist auf das Typusexemplar der Art, den sogenannten Bodo-Schädel vom Fundort Bodo D’ar in der Afar-Senke (Äthiopien), der wiederum nach dem nahen Trockenfluss Bodo benannt wurde. Homo bodoensis bedeutet somit sinngemäß „Mensch von Bodo“. Für das Alter des Schädels wurde 1994 eine Zeitspanne von 640.000 ± 30.000 Jahren berechnet.

## Erstbeschreibung

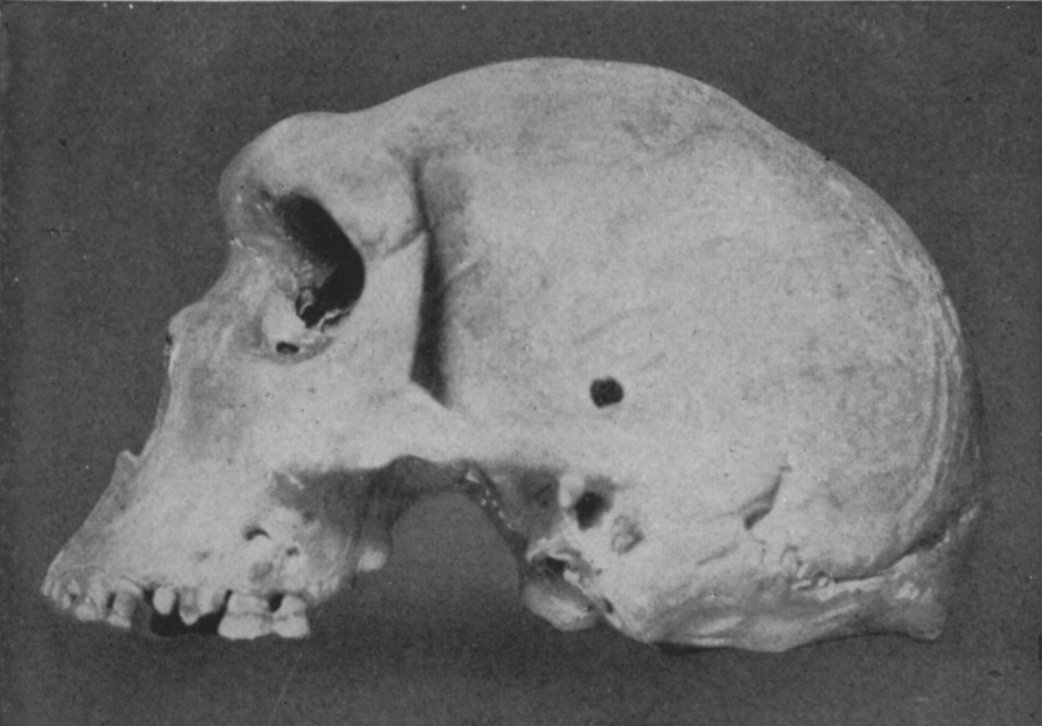
Seitlicher Blick auf Kabwe 1, das Typusexemplar von Homo rhodesiensis (Original, ca. 300.000 Jahre alt)

Das Typusexemplar der Art Homo bodoensis, der Bodo-Schädel (Sammlungsnummer: Bodo 1), wurde bereits 1976 von einer Forschergruppe unter Leitung von Jon Kalb geborgen und erstmals 1978 wissenschaftlich beschrieben. Schon damals war erkannt worden, dass der Schädel sowohl Merkmale von Homo erectus als auch von Homo sapiens aufweist. 1996 bestätigte Philip Rightmire in einer umfangreichen Beschreibung des Schädels dessen stammesgeschichtlich intermediäre Position und schlug vor, ihn gemeinsam mit jüngeren Funden aus Europa der Art Homo heidelbergensis zuzuordnen. Die Abgrenzung des Homo heidelbergensis von anderen Chronospezies ist jedoch seit langem umstritten; laut Erstbeschreibung von Homo bodoensis habe es beispielsweise zuletzt im Jahr 2019 während einer Tagung der American Association of Biological Anthropologists sehr unterschiedliche Auffassungen über die Festlegung von Merkmalen dieser Art gegeben.
Die Autoren der Erstbeschreibung von Homo bodoensis schlugen daher im Oktober 2021 vor, auf die Bezeichnung Homo heidelbergensis völlig zu verzichten und alle bislang zu Homo heidelbergensis gestellten Fossilien, die bereits Merkmale der Neandertaler besitzen – einschließlich des Unterkiefers von Mauer, des Typusexemplars von Homo heidelbergensis und der französischen Arago-Funde – zu Homo neanderthalensis zu stellen. Ersatzweise könnten so alle afrikanischen und südosteuropäischen Fossilien aus der Epoche des Mittelpleistozäns (vor rund 750.000 bis 130.000 Jahren) mit Merkmalen des archaischen Homo sapiens unter dem Artnamen Homo bodoensis vereinigt werden. Zugleich wurde abgelehnt, das bereits 1921 in die Fachliteratur eingeführte, gleichfalls intermediäre Taxon Homo rhodesiensis für diese Vereinigung heranzuziehen. Die Bezeichnung Homo rhodesiensis sei heute inakzeptabel, da sie auf Cecil Rhodes und die mit dem europäischen Kolonialismus verbundenen Verbrechen verweise.
Neben dem Bodo-Schädel wurden in der Erstbeschreibung folgende fossile Schädel zu Homo bodoensis gestellt: Kabwe 1 (das Typusexemplar von Homo rhodesiensis), Saldanha 1 aus Südafrika, Ndutu 1 und L.H. 18 (Ngaloba) aus Tansania, Salé 1 aus Marokko sowie Ceprano 1 aus Italien. Sollte die Sichtweise der Autoren in der künftigen Fachliteratur Bestand haben, würde die Abstammungslinie des anatomisch modernen Menschen in Afrika – wie in der Erstbeschreibung grafisch dargelegt – von Homo erectus über Homo bodoensis zu Homo sapiens führen statt – wie bislang laut Fachliteratur – von Homo erectus direkt zu Homo sapiens bzw. von Homo erectus über Homo heidelbergensis und/oder Homo rhodesiensis zu Homo sapiens.

## Kritik
Unmittelbar nach Veröffentlichung des Artnamens kritisierte der britische Paläoanthropologe Chris Stringer – ein Spezialist für die verwandtschaftlichen Verhältnisse von Neandertaler und Homo sapiens – gegenüber New Scientist die vorgeschlagene Abkehr von Homo heidelbergensis und die Einführung eines neuen Artnamens: Er stimme zwar dem Einwand zu, dass zu viele und zu unterschiedliche Fossilien zu Homo heidelbergensis gestellt wurden; angemessen sei es, nur jene europäischen Funde Homo heidelbergensis zuzuordnen, die eine deutliche Ähnlichkeit mit dem Unterkiefer von Mauer haben, beispielsweise der Unterkiefer von Mala Balanica, nicht aber Fossilien aus Afrika. Gemäß den Internationalen Regeln für die Zoologische Nomenklatur habe zudem stets ein bereits eingeführter Artname Vorrang vor einem später eingeführten. Daher habe die Bezeichnung Homo rhodesiensis Vorrang vor Homo bodoensis. Stringer wies in diesem Zusammenhang die Behauptung zurück, der Artname rhodesiensis habe Cecil Rhodes geehrt. In Wirklichkeit sei es ein Verweis auf den Fundort im damaligen Nordrhodesien. Aber selbst wenn man den Bezug auf Rhodesien vermeiden wollte, hätte die 1955 für das Schädeldach Saldanha 1 gewählte Bezeichnung Homo saldanensis Vorrang vor Homo bodoensis. Stringer wies laut New Scientist zudem darauf hin, dass das Gesicht des Bodo-Schädels Merkmale aufweise, die für einen eigenen evolutiven Weg sprechen und es zweifelhaft erscheinen lassen, dass er ein direkter Vorfahre des Homo sapiens war; dies wurde bereits 2019 in einer Studie über die Evolution des Gesichts in der Gattung Homo angemerkt, an der Stringer als Koautor beteiligt war. Eric Delson kritisierte in einem Fachartikel, dass die Namensgebung „von Anfang an wertlos“ war.
Kritisch äußerte sich auch der äthiopische Paläoanthropologe und Professor für Anatomie an der University of Chicago, Zeresenay Alemseged. Allein die Benennung einer neuen Spezies nach einem Schädel trage nicht dazu bei, die Unklarheiten im Zusammenhang mit Homo heidelbergensis zu beseitigen. Und Jeffrey McKee, Professor für Anthropologie an der Ohio State University, wandte ein, die Forschergemeinde sei sich zwar uneinig darin, welche Funde zu Homo heidelbergensis gehören und welche nicht. Er vermute jedoch, dass der vorgeschlagene Artname Homo bodoensis in gleicher Weise wie der Artname Homo heidelbergensis „ein wenig wie eine taxonomische Mülltonne für Fossilien“ sein und auf Dauer keinen Bestand haben werde.
Die Autorengruppe bekräftigte ihren Vorschlag für die Namensgebung Homo bodoensis im August 2022. Sie argumentierte u. a., dass die Merkmale von Homo saldanensis im Jahr 1955 nicht hinreichend genau beschrieben worden seien und dieser Artname daher ein Nomen nudum sei. Zugleich räumten sie jedoch ein, dass die primär politisch motivierte Ablehnung der Verwendung des Epithetons rhodesiensis durch die gültigen Regeln für die Zoologische Nomenklatur nicht gedeckt sei. Sie verteidigte ihre Ablehnung damit, dass diese Regeln „auf der Grundlage der aktuellen ethischen Grundsätze überarbeitet“ werden müssten und dass sie sich deshalb „dem zunehmenden Ruf nach einer Überarbeitung“ der Internationalen Regeln für die Zoologische Nomenklatur „anschließe“.

## Belege
1. 1 2 3  Mirjana Roksandic, Predrag Radović, Xiu-Jie Wu und Christopher J. Bae: Resolving the „muddle in the middle“: The case for Homo bodoensis sp. nov. In: Evolutionary Anthropology. Band 31, Nr. 1, 2022, S. 20–29, doi:10.1002/EVAN.21929.
2. ↑  Esteban E. Sarmiento und Martin Pickford: Muddying the muddle in the middle even more. In: Evolutionary Anthropology. Band 31, Nr. 5, 2022, S. 237–239, doi:10.1002/evan.21952.
3. ↑  John Desmond Clark et al.: African Homo erectus: old radiometric ages and young Oldowan assemblages in the Middle Awash Valley, Ethiopia. In: Science. Band 264, Nr. 5167, 1994, S. 1907–1910, doi:10.1126/science.8009220, Volltext (PDF).
4. ↑  Glenn C. Conroy, Clifford J. Jolly, Douglas Cramer und Jon E. Kalb: Newly discovered fossil hominid skull from the Afar depression, Ethiopia. In: Nature. Band 276, 1978, S. 67–70, doi:10.1038/276067a0.
5. ↑   G. Philip Rightmire: The human cranium from Bodo, Ethiopia: evidence for speciation in the Middle Pleistocene? In: Journal of Human Evolution. Band 31, Nr. 1, 1996, S. 21–39, doi:10.1006/jhev.1996.0046, Volltext.
6. ↑  M. H. Day, M. D. Leakey und C. Magori: A new hominid fossil skull (L.H. 18) from the Ngaloba Beds, Laetoli, northern Tanzania. In: Nature. Band 284, 1980, S. 55–56, doi:10.1038/284055a0.
7. ↑  Eintrag Salé 1 in: Bernard Wood: Wiley-Blackwell Encyclopedia of Human Evolution. 2 Bände. Wiley-Blackwell, Chichester u. a. 2011, ISBN 978-1-4051-5510-6.
8. ↑  New human species has been named Homo bodoensis – but it may not stick. Auf: newscientist.com vom 28. Oktober 2021.
9. ↑  Matthew Robertson Drennan: The special features and status of the Saldanha skull. In: American Journal of Physical Anthropology. Band 13, Nr. 4, 1955, S. 625–634, doi:10.1002/ajpa.1330130406, Volltext
10. ↑  Rodrigo S. Lacruz, Chris B. Stringer, William H. Kimbel, Bernard Wood, Katerina Harvati, Paul O’Higgins, Timothy G. Bromage und Juan Luis Arsuaga: The evolutionary history of the human face. Review-Artikel in: Nature Ecology & Evolution. Band 3, 2019, S. 726–736, doi:10.1038/s41559-019-0865-7.
11. ↑  Eric Delson und Chris Stringer: The naming of Homo bodoensis by Roksandic and colleagues does not resolve issues surrounding Middle Pleistocene human evolution. In: Evolutionary Anthropology. Band 31, Nr. 5, 2022, S. 233–236, doi:10.1002/evan.21950.
12. ↑  Homo bodoensis: la nouvelle espèce qu’un groupe de scientifiques considère comme „l’ancêtre direct de l’homme“. Auf: bbc.com vom 7. November 2021.
13. ↑  Mirjana Roksandic, Predrag Radović, Xiu-Jie Wuund Christopher J. Bae: Homo bodoensis and why it matters. Band 31, Nr. 5, 2022, S. 240–244, doi:10.1002/evan.21954, Volltext.